# 90er v. Chr.
Portal Geschichte | Portal Biografien | Aktuelle Ereignisse | Jahreskalender | Tagesartikel

◄ |
1. Jahrtausend v. Chr. |

◄ |
2. Jh. v. Chr. |
1. Jahrhundert v. Chr. |
1. Jh. |
►

◄ | 120er v. Chr. | 110er v. Chr. | 100er v. Chr. | 90er v. Chr. |
80er v. Chr. |
70er v. Chr. |
60er v. Chr. |
►

99 v. Chr. |
98 v. Chr. |
97 v. Chr. |
96 v. Chr. |
95 v. Chr. |
94 v. Chr. |
93 v. Chr. |
92 v. Chr. |
91 v. Chr. |
90 v. Chr.

## Ereignisse
- 98 v. Chr.: Der Senat von Rom verabschiedet ein Gesetz, das Menschenopfer verbietet.
- 91 v. Chr.: Beginn des Bundesgenossenkriegs.